# Football à 7 aux Jeux paralympiques d'été de 2012
Navigation
Pékin 2008 Rio de Janeiro 2016
Les matchs de football à 7 aux Jeux paralympiques d'été de 2012 organisés au Riverbank Arena de Londres du 1er septembre 2012 au 9 septembre 2012. Ce sport est joué par des athlètes ayant une infirmité motrice cérébrale. 96 footballeurs sont attendus pour disputer un ensemble de médailles d'or.

## Villes et stades
| Riverbank Arena             |
| 51° 32′ 58″ N, 0° 01′ 14″ O |
| Capacité : 15 000           |
| Le stade Riverbank Arena    |

## Qualification
| Compétition                                | Date                           | Lieu        | Places | Qualifiés                            |
| ------------------------------------------ | ------------------------------ | ----------- | ------ | ------------------------------------ |
| Pays organisateur                          |                                |             | 1      | Grande-Bretagne                      |
| Championnats d'Europe de la CPISRA 2010    | du 15 au 28 août 2010          | Royaume-Uni | 1      | Ukraine                              |
| Championnat du Monde de la CPISRA 2011     | du 17 juin au 1er juillet 2011 | Pays-Bas    | 4      | Russie Pays-Bas Argentine États-Unis |
| Championnat panaméricain de la CPISRA 2011 | du 17 au 27 octobre 2010       | Argentine   | 1      | Brésil                               |
| Football à 7 aux jeux panasiatiques 2010   | du 12 au 19 décembre 2010      | Chine       | 1      | Iran                                 |
| Total                                      |                                |             | 8      |                                      |

## Les groupes

### Groupe A
| Rang | Équipe    | Pts | J | G | N | P | Bp | Bc | Diff |
| ---- | --------- | --- | - | - | - | - | -- | -- | ---- |
| 1    | Russie    | 9   | 3 | 3 | 0 | 0 | 19 | 1  | +18  |
| 2    | Iran      | 6   | 3 | 2 | 0 | 1 | 13 | 5  | +8   |
| 3    | Pays-Bas  | 3   | 3 | 1 | 0 | 2 | 5  | 13 | -8   |
| 4    | Argentine | 0   | 3 | 0 | 0 | 3 | 2  | 20 | -18  |

|  | Qualifié pour les demi-finales de la compétition.                                                                  |
|  | Pts points ; G victoires ; N match nuls ; P défaites Bp buts marqués ; Bc buts encaissés ; Diff différence de buts |

| 1er septembre 2012 | Russie                                                                            | 8-0   | Argentine | Riverbank Arena, Londres                       |                                                |
| 9 h CEST           | Kuligin 9e 49e · Murvanadze 21e 30e · Ramonov 35e · Kuvaev 38e 58e · Larionov 54e | (3-0) |           | Spectateurs : 4 074 Arbitrage : Stephen Conroy | Spectateurs : 4 074 Arbitrage : Stephen Conroy |
| 9 h CEST           | Rapport                                                                           |       |           | Spectateurs : 4 074 Arbitrage : Stephen Conroy | Spectateurs : 4 074 Arbitrage : Stephen Conroy |

| 1er septembre 2012 | Pays-Bas      | 1-4   | Iran                                                   | Riverbank Arena, Londres                     |                                              |
| 11 h 15 CEST       | Straatman 52e | (0-3) | Mehri 4e · Akbari 27e · Karimizadeh 30e · Ansari 60+6e | Spectateurs : 4 405 Arbitrage : Ross Haswell | Spectateurs : 4 405 Arbitrage : Ross Haswell |
| 11 h 15 CEST       | Rapport       |       |                                                        | Spectateurs : 4 405 Arbitrage : Ross Haswell | Spectateurs : 4 405 Arbitrage : Ross Haswell |

| 3 septembre 2012 | Argentine            | 1-8   | Iran                                                                                                | Riverbank Arena, Londres                      |                                               |
| 14 h CEST        | Fernandez Romano 47e | (0-6) | Gholamhosseinpour Bousheh 2e 60+3e · Mehri 6e 58e · Atashafrouz 13e 14e · Bakhshi 18e · Heidari 29e | Spectateurs : 10 561 Arbitrage : Garry Polkey | Spectateurs : 10 561 Arbitrage : Garry Polkey |
| 14 h CEST        | Rapport              |       | | Spectateurs : 10 561 Arbitrage : Garry Polkey | Spectateurs : 10 561 Arbitrage : Garry Polkey |

| 3 septembre 2012 | Russie                                                                                | 8-0   | Pays-Bas                    | Riverbank Arena, Londres                      |                                               |
| 16 h 15 CEST     | Larionov 23e 54e · Ramonov 30e 50e · Van Altena · Murvanadze 36e 39e · Potekhin 60+3e | (2-0) | Lokhoff 30+1e · Mense 60+2e | Spectateurs : 10 561 Arbitrage : Kevin Wright | Spectateurs : 10 561 Arbitrage : Kevin Wright |
| 16 h 15 CEST     | Rapport                                                                               |       |                             | Spectateurs : 10 561 Arbitrage : Kevin Wright | Spectateurs : 10 561 Arbitrage : Kevin Wright |

| 5 septembre 2012 | Iran                          | 1-3   | Russie                                                                 | Riverbank Arena, Londres                     |                                              |
| 9 h CEST         | Mehri 36e (pen.) · Akbari 11e | (0-1) | Kuligin 18e · Larionov 37e · Ramonov 46e · Murvanadze 56e · Pagaev 60e | Spectateurs : 4 276 Arbitrage : Keith Stroud | Spectateurs : 4 276 Arbitrage : Keith Stroud |
| 9 h CEST         | Rapport                       |       |                                                                        | Spectateurs : 4 276 Arbitrage : Keith Stroud | Spectateurs : 4 276 Arbitrage : Keith Stroud |

| 5 septembre 2012 | Argentine | 1-4   | Pays-Bas                         | Riverbank Arena, Londres                    |                                             |
| 11 h 15 CEST     | Morana 6e | (0-3) | Lokhoff 11e 54e · Visker 19e 45e | Spectateurs : 4 405 Arbitrage : Scott Henry | Spectateurs : 4 405 Arbitrage : Scott Henry |
| 11 h 15 CEST     | Rapport   |       |                                  | Spectateurs : 4 405 Arbitrage : Scott Henry | Spectateurs : 4 405 Arbitrage : Scott Henry |

### Groupe B
| Rang | Équipe          | Pts | J | G | N | P | Bp | Bc | Diff |
| ---- | --------------- | --- | - | - | - | - | -- | -- | ---- |
| 1    | Ukraine         | 7   | 3 | 2 | 1 | 0 | 17 | 2  | +15  |
| 2    | Brésil          | 7   | 3 | 2 | 1 | 0 | 12 | 1  | +11  |
| 3    | Grande-Bretagne | 3   | 3 | 1 | 0 | 2 | 5  | 10 | -5   |
| 4    | États-Unis      | 0   | 3 | 0 | 0 | 3 | 0  | 21 | -21  |

|  | Qualifié pour les demi-finales de la compétition.                                                                  |
|  | Pts points ; G victoires ; N match nuls ; P défaites Bp buts marqués ; Bc buts encaissés ; Diff différence de buts |

| 1er septembre 2012 | Ukraine                                                                             | 9-0   | États-Unis | Riverbank Arena, Londres                     |                                              |
| 14 h CEST          | Shkvarlo 1re 7e 41e · Trushev 10e · Shevchyk 16e 30e 48e · Dutko 32e · Larionov 54e | (5-0) |            | Spectateurs : 11 780 Arbitrage : Hayley Ives | Spectateurs : 11 780 Arbitrage : Hayley Ives |
| 14 h CEST          | Rapport                                                                             |       |            | Spectateurs : 11 780 Arbitrage : Hayley Ives | Spectateurs : 11 780 Arbitrage : Hayley Ives |

| 1er septembre 2012 | Grande-Bretagne                   | 0-3   | Brésil                                                                                           | Riverbank Arena, Londres                        |                                                 |
| 16 h 15 CEST       | Dimbylow 45e · Glynn 60+2e, 60+4e | (0-3) | Almeida de Souza 10e · Silva de Oliveira 13e · Dos Santos Ribeiro 24e · Dos Santos Ribeiro 30+3e | Spectateurs : 13 247 Arbitrage : Barry Huizinga | Spectateurs : 13 247 Arbitrage : Barry Huizinga |
| 16 h 15 CEST       | Rapport                           |       |                                                                                                  | Spectateurs : 13 247 Arbitrage : Barry Huizinga | Spectateurs : 13 247 Arbitrage : Barry Huizinga |

| 3 septembre 2012 | États-Unis | 0-8   | Brésil                                                                                 | Riverbank Arena, Londres                     |                                              |
| 9 h CEST         |            | (0-3) | Ronaldo 5e 19e · Monteiro Guimarães 20e 39e · Fábio Bordignon 33e 55e · Mateus 49e 57e | Spectateurs : 4 529 Arbitrage : David Davies | Spectateurs : 4 529 Arbitrage : David Davies |
| 9 h CEST         | Rapport    |       |                                                                                        | Spectateurs : 4 529 Arbitrage : David Davies | Spectateurs : 4 529 Arbitrage : David Davies |

| 3 septembre 2012 | Ukraine                                                                                             | 7-1   | Grande-Bretagne                          | Riverbank Arena, Londres                               |                                                        |
| 11 h 15 CEST     | Antoniuk 1re 47e · Shevchyk 9e 10e · Devlysh 15e 54e · Ponomaryov 58e · Larionov 54e · Antoniuk 18e | (4-0) | Diallo 41e · Fletcher 38e · Dimbylow 52e | Spectateurs : 9 329 Arbitrage : Álvaro Azeredo Quelhas | Spectateurs : 9 329 Arbitrage : Álvaro Azeredo Quelhas |
| 11 h 15 CEST     | Rapport                                                                                             |       |                                          | Spectateurs : 9 329 Arbitrage : Álvaro Azeredo Quelhas | Spectateurs : 9 329 Arbitrage : Álvaro Azeredo Quelhas |

| 5 septembre 2012 | Brésil                                                       | 1-1   | Ukraine      | Riverbank Arena, Londres                  |                                           |
| 14 h CEST        | Dos Santos Ribeiro 9e · Ronaldo 47e · Monteiro Guimarães 50e | (1-0) | Dotsenko 35e | Spectateurs : 9 994 Arbitrage : Tom Nield | Spectateurs : 9 994 Arbitrage : Tom Nield |
| 14 h CEST        | Rapport                                                      |       |              | Spectateurs : 9 994 Arbitrage : Tom Nield | Spectateurs : 9 994 Arbitrage : Tom Nield |

| 5 septembre 2012 | États-Unis | 0-4   | Grande-Bretagne                                           | Riverbank Arena, Londres                                |                                                         |
| 16 h 15 CEST     |            | (0-1) | Richmond 20e · Fletcher 44e · Diallo 53e · Paterson 60+2e | Spectateurs : 12 274 Arbitrage : Álvaro Azeredo Quelhas | Spectateurs : 12 274 Arbitrage : Álvaro Azeredo Quelhas |
| 16 h 15 CEST     | Rapport    |       |                                                           | Spectateurs : 12 274 Arbitrage : Álvaro Azeredo Quelhas | Spectateurs : 12 274 Arbitrage : Álvaro Azeredo Quelhas |

## Le classement

### 5e-8eplaces demi-finales
| 7 septembre 2012 | Pays-Bas                                                         | 5-0   | États-Unis  | Riverbank Arena, Londres                     |                                              |
| 9 h CEST         | Straatman 16e 33e · Visker 35e · Swinkels 39e (pen.) · Kooij 59e | (1-0) | Sibayan 39e | Spectateurs : 3 848 Arbitrage : Alex Kirkley | Spectateurs : 3 848 Arbitrage : Alex Kirkley |
| 9 h CEST         | Rapport                                                          |       |             | Spectateurs : 3 848 Arbitrage : Alex Kirkley | Spectateurs : 3 848 Arbitrage : Alex Kirkley |

| 7 septembre 2012 | Grande-Bretagne                                                              | 3-4 (a.p.) | Argentine                                                            | Riverbank Arena, Londres                       |                                                |
| 11 h 30 CEST     | Diallo 14e · Dimbylow 27e · Patrick-Heselton 78e · Diallo 20e · Barker 60+4e | (2-1)      | Lugrin 29e · Vivot 40e 69e 73e · Morana 12e · Coria 20e · Luquez 71e | Spectateurs : 9 942 Arbitrage : Barry Huizinga | Spectateurs : 9 942 Arbitrage : Barry Huizinga |
| 11 h 30 CEST     | Rapport                                                                      |            |                                                                      | Spectateurs : 9 942 Arbitrage : Barry Huizinga | Spectateurs : 9 942 Arbitrage : Barry Huizinga |

### 7e-8eplace
| 9 septembre 2012 | États-Unis                               | 1-3 (a.p.) | Grande-Bretagne                        | Riverbank Arena, Londres                        |                                                 |
| 8 h 30 CEST      | Renteria 20e · Vazquez 46e · Johnson 65e | (1-1)      | Barker 29e · Diallo 70e · Fletcher 74e | Spectateurs : 10 591 Arbitrage : Barry Huizinga | Spectateurs : 10 591 Arbitrage : Barry Huizinga |
| 8 h 30 CEST      | Rapport                                  |            |                                        | Spectateurs : 10 591 Arbitrage : Barry Huizinga | Spectateurs : 10 591 Arbitrage : Barry Huizinga |

### 5e-6eplace
| 9 septembre 2012 | Pays-Bas          | 3-0   | Argentine | Riverbank Arena, Londres                               |                                                        |
| 10 h 45 CEST     | Visker 9e 12e 18e | (3-0) |           | Spectateurs : 7 490 Arbitrage : Álvaro Azeredo Quelhas | Spectateurs : 7 490 Arbitrage : Álvaro Azeredo Quelhas |
| 10 h 45 CEST     | Rapport           |       |           | Spectateurs : 7 490 Arbitrage : Álvaro Azeredo Quelhas | Spectateurs : 7 490 Arbitrage : Álvaro Azeredo Quelhas |

## Tableau final
|  | Demi-finales         | Demi-finales         |                        |   | Finale               | Finale               |
|  | Demi-finales         | Demi-finales         |                        |   | Finale               | Finale               |
|  |                      |                      |                        |   |                      |                      |
|  | 7 septembre, Londres | 7 septembre, Londres |                        |   | 9 septembre, Londres | 9 septembre, Londres |
|  | 7 septembre, Londres | 7 septembre, Londres |                        |   | 9 septembre, Londres | 9 septembre, Londres |
|  | Russie               | 3                    |                        |   | 9 septembre, Londres | 9 septembre, Londres |
|  | Russie               | 3                    |                        |   | 9 septembre, Londres | 9 septembre, Londres |
|  | Brésil               | 1                    |                        |   | 9 septembre, Londres | 9 septembre, Londres |
|  | Brésil               | 1                    | Russie                 | 1 |                      |                      |
|  | 7 septembre, Londres |                      | Russie                 | 1 |                      |                      |
|  |                      | Ukraine              | 0                      |   |                      |                      |
|  | Ukraine              | Ukraine              | 0                      | 2 |                      |                      |
|  | Ukraine              |                      |                        | 2 |                      |                      |
|  | Iran                 | 1                    |                        |   |                      |                      |
|  | Iran                 | 1                    | Match pour la 3e place |   |                      |                      |
|  |                      |                      |                        |   |                      |                      |
|  | 9 septembre, Londres |                      |                        |   |                      |                      |
|  |                      |                      |                        |   |                      |                      |
|  | Brésil               | 0                    |                        |   |                      |                      |
|  | Brésil               | 0                    |                        |   |                      |                      |
|  | Iran                 | 5                    |                        |   |                      |                      |
|  | Iran                 | 5                    |                        |   |                      |                      |

### Demi-finales
| 7 septembre 2012 | Russie                                                                 | 3-1   | Brésil | Riverbank Arena, Londres                     |                                              |
| 15 h CEST        | Larionov 23e · Potekhin 34e · Kuligin 48e · Larionov 28e · Ramonov 45e | (1-1) | Silva de Oliveira 26e · Cabral da Costa 13e · Almeida de Souza 29e · Silva de Oliveira 29e · da Silva Bordignon 60+3e | Spectateurs : 7 383 Arbitrage : Ross Haswell | Spectateurs : 7 383 Arbitrage : Ross Haswell |
| 15 h CEST        | Rapport                                                                |       | | Spectateurs : 7 383 Arbitrage : Ross Haswell | Spectateurs : 7 383 Arbitrage : Ross Haswell |

| 7 septembre 2012 | Ukraine                                                  | 2-1   | Iran        | Riverbank Arena, Londres                       |                                                |
| 17 h 30 CEST     | Dotsenko 37e · Shkvarlo 57e · Shevchky 19e · Dutko 60+5e | (0-0) | Bakhshi 51e | Spectateurs : 2 900 Arbitrage : Stephen Conroy | Spectateurs : 2 900 Arbitrage : Stephen Conroy |
| 17 h 30 CEST     | Rapport                                                  |       |             | Spectateurs : 2 900 Arbitrage : Stephen Conroy | Spectateurs : 2 900 Arbitrage : Stephen Conroy |

### Match pour la troisième place
| 9 septembre 2012 | Brésil  | 0-5   | Iran                                                                                    | Riverbank Arena, Londres                      |                                               |
| 13 h 30 CEST     |         | (0-3) | Atashafrouz 17e 23e · Mehri 20e 60+1e · Bakhshi 57e · Atashafrouz 45e · Karimizadeh 60e | Spectateurs : 11 197 Arbitrage : Kevin Wright | Spectateurs : 11 197 Arbitrage : Kevin Wright |
| 13 h 30 CEST     | Rapport |       |                                                                                         | Spectateurs : 11 197 Arbitrage : Kevin Wright | Spectateurs : 11 197 Arbitrage : Kevin Wright |

### Finale
| 9 septembre 2012 | Russie                                      | 1-0   | Ukraine                                 | Riverbank Arena, Londres                      |                                               |
| 16 h CEST        | Ramonov 44e · Larionov 28e · Murvanadze 58e | (0-0) | Dotsenko 24e · Dutko 52e · Zinoviev 56e | Spectateurs : 13 360 Arbitrage : Keith Stroud | Spectateurs : 13 360 Arbitrage : Keith Stroud |
| 16 h CEST        | Rapport                                     |       |                                         | Spectateurs : 13 360 Arbitrage : Keith Stroud | Spectateurs : 13 360 Arbitrage : Keith Stroud |

## Classement des équipes
| Rang | Équipe          | MJ | V-N-D |
| ---- | --------------- | -- | ----- |
| 1    | Russie          | 5  | 5-0-0 |
| 2    | Ukraine         | 5  | 3-1-1 |
| 3    | Iran            | 5  | 3-0-2 |
| 4    | Brésil          | 5  | 2-1-2 |
| 5    | Pays-Bas        | 5  | 3-0-2 |
| 6    | Argentine       | 5  | 1-0-4 |
| 7    | Grande-Bretagne | 5  | 2-0-3 |
| 8    | États-Unis      | 5  | 0-0-5 |